# Tournoi de tennis de Rio de Janeiro
Le tournoi de Rio de Janeiro (Brésil) est un tournoi de tennis professionnel masculin (ATP Tour) et féminin (WTA Tour).
Un tournoi masculin et un tournoi féminin sont organisés simultanément en février sur terre battue au Jockey Club Brasileiro à Rio de Janeiro de 2014 à 2016. Le tournoi masculin est de catégorie ATP 500 et le tournoi féminin de catégorie International. C’est le seul tournoi de l’ATP Tour 500 en Amérique du Sud et le seul événement de l’ATP Tour au Brésil (depuis 2020).
En 2017, le tournoi féminin cède sa place au calendrier au profit du tournoi de Budapest en Hongrie.
Auparavant, un tournoi masculin a été organisé en 1989 et 1990 à Rio de Janeiro sur moquette puis en 1991 et 1992 à Búzios dans l'état de Rio de Janeiro sur dur.
Plusieurs autres tournois masculins du circuit secondaire Challenger ont eu lieu à Rio. Ils sont répertoriés dans un article dédié.

## Palmarès dames

### Simple
| No | Date       | Nom et lieu du tournoi                 | Catégorie      | Dotation       | Surface        | Vainqueure          | Finaliste           | Score          |                |
| -- | ---------- | -------------------------------------- | -------------- | -------------- | -------------- | ------------------- | ------------------- | -------------- | -------------- |
| 1  | 17-02-2014 | Rio Open by Claro hdtv, Rio de Janeiro | Intern'l       | 226 750 $      | Terre (ext.)   | Kurumi Nara         | Klára Zakopalová    | 6-1, 4-6, 6-1  | Tableau        |
| 2  | 16-02-2015 | Rio Open by Claro, Rio de Janeiro      | Intern'l       | 226 750 $      | Terre (ext.)   | Sara Errani         | Anna K. Schmiedlová | 7-62, 6-1      | Tableau        |
| 3  | 15-02-2016 | Rio Open by Claro, Rio de Janeiro      | Intern'l       | 226 750 $      | Terre (ext.)   | Francesca Schiavone | Shelby Rogers       | 2-6, 6-2, 6-2  | Tableau        |
|    | 2017-2024  | Pas de tournoi                         | Pas de tournoi | Pas de tournoi | Pas de tournoi | Pas de tournoi      | Pas de tournoi      | Pas de tournoi | Pas de tournoi |
| 4  | 13-10-2025 | Rio Ladies Open, Rio de Janeiro        | WTA 125        | 115 000 $      | Terre (ext.)   |                     |                     | NC             | Tableau        |

### Double
| No | Date       | Nom et lieu du tournoi                | Catégorie      | Dotation       | Surface        | Vainqueures                          | Finalistes                         | Score          |                |
| -- | ---------- | ------------------------------------- | -------------- | -------------- | -------------- | ------------------------------------ | ---------------------------------- | -------------- | -------------- |
| 1  | 17-02-2014 | Rio Open by Claro hdtv Rio de Janeiro | Intern'l       | 226 750 $      | Terre (ext.)   | Irina-Camelia Begu María Irigoyen    | Johanna Larsson Chanelle Scheepers | 6-2, 6-0       | Tableau        |
| 2  | 16-02-2015 | Rio Open by Claro Rio de Janeiro      | Intern'l       | 226 750 $      | Terre (ext.)   | Ysaline Bonaventure Rebecca Peterson | Irina-Camelia Begu María Irigoyen  | 3-0, ab.       | Tableau        |
| 3  | 15-02-2016 | Rio Open by Claro Rio de Janeiro      | Intern'l       | 226 750 $      | Terre (ext.)   | Verónica Cepede Royg María Irigoyen  | Tara Moore Conny Perrin            | 6-1, 7-65      | Tableau        |
|    | 2017-2024  | Pas de tournoi                        | Pas de tournoi | Pas de tournoi | Pas de tournoi | Pas de tournoi                       | Pas de tournoi                     | Pas de tournoi | Pas de tournoi |
| 4  | 13-10-2025 | Rio Ladies Open Rio de Janeiro        | WTA 125        | 115 000 $      | Terre (ext.)   |                                      |                                    | NC             | Tableau        |

## Palmarès messieurs

### Simple
| No | Date       | Nom et lieu du tournoi                 | Catégorie      | Dotation       | Surface         | Vainqueur         | Finaliste             | Score          |                |
| -- | ---------- | -------------------------------------- | -------------- | -------------- | --------------- | ----------------- | --------------------- | -------------- | -------------- |
| 1  | 10-04-1989 | Banespa Open, Rio de Janeiro           |                | 200 000 $      | Moquette (ext.) | Luiz Mattar       | Martín Jaite          | 6-4, 5-7, 6-4  |                |
| 2  | 02-04-1990 | Banespa Open, Rio de Janeiro           | World Series   | 225 000 $      | Moquette (ext.) | Luiz Mattar       | Andrew Sznajder       | 6-4, 6-4       |                |
| 3  | 28-10-1991 | Kolynos Cup, Búzios                    | World Series   | 147 500 $      | Dur (ext.)      | Jordi Arrese      | Jaime Oncins          | 1-6, 6-4, 6-0  |                |
| 4  | 02-11-1992 | Kolynos Cup, Búzios                    | World Series   | 155 000 $      | Dur (ext.)      | Jaime Oncins      | Luis Herrera          | 6-3, 6-2       |                |
|    | 1993-2013  | Pas de tournoi                         | Pas de tournoi | Pas de tournoi | Pas de tournoi  | Pas de tournoi    | Pas de tournoi        | Pas de tournoi | Pas de tournoi |
| 5  | 17-02-2014 | Rio Open by Claro hdtv, Rio de Janeiro | ATP 500        | 1 309 770 $    | Terre (ext.)    | Rafael Nadal      | Alexandr Dolgopolov   | 6-3, 7-63      | Tableau        |
| 6  | 16-02-2015 | Rio Open by Claro, Rio de Janeiro      | ATP 500        | 1 414 550 $    | Terre (ext.)    | David Ferrer      | Fabio Fognini         | 6-2, 6-3       | Tableau        |
| 7  | 15-02-2016 | Rio Open by Claro, Rio de Janeiro      | ATP 500        | 1 333 085 $    | Terre (ext.)    | Pablo Cuevas      | Guido Pella           | 6-4, 65-7, 6-4 | Tableau        |
| 8  | 20-02-2017 | Rio Open by Claro, Rio de Janeiro      | ATP 500        | 1 461 560 $    | Terre (ext.)    | Dominic Thiem     | Pablo Carreño-Busta   | 7-5, 6-4       | Tableau        |
| 9  | 19-02-2018 | Rio Open by Claro, Rio de Janeiro      | ATP 500        | 1 695 825 $    | Terre (ext.)    | Diego Schwartzman | Fernando Verdasco     | 6-2, 6-3       | Tableau        |
| 10 | 18-02-2019 | Rio Open by Claro, Rio de Janeiro      | ATP 500        | 1 786 690 $    | Terre (ext.)    | Laslo Djere       | Félix Auger-Aliassime | 6-3, 7-5       | Tableau        |
| 11 | 17-02-2020 | Rio Open by Claro, Rio de Janeiro      | ATP 500        | 1 759 905 $    | Terre (ext.)    | Cristian Garín    | Gianluca Mager        | 7-63, 7-5      | Tableau        |
|    | 2021       | Pas de tournoi                         | Pas de tournoi | Pas de tournoi | Pas de tournoi  | Pas de tournoi    | Pas de tournoi        | Pas de tournoi | Pas de tournoi |
| 12 | 20-02-2022 | Rio Open by Claro, Rio de Janeiro      | ATP 500        | 1 660 290 $    | Terre (ext.)    | Carlos Alcaraz    | Diego Schwartzman     | 6-4, 6-2       | Tableau        |
| 13 | 20-02-2023 | Rio Open by Claro, Rio de Janeiro      | ATP 500        | 2 013 940 $    | Terre (ext.)    | Cameron Norrie    | Carlos Alcaraz        | 5-7, 6-4, 7-5  | Tableau        |
| 14 | 19-02-2024 | Rio Open by Claro, Rio de Janeiro      | ATP 500        | 2 100 230 $    | Terre (ext.)    | Sebastián Báez    | Mariano Navone        | 6-2, 6-1       | Tableau        |
| 15 | 17-02-2025 | Rio Open by Claro, Rio de Janeiro      | ATP 500        | 2 396 115 $    | Terre (ext.)    | Sebastián Báez    | Alexandre Müller      | 6-2, 6-3       | Tableau        |

### Double
| No | Date       | Nom et lieu du tournoi                 | Catégorie      | Dotation       | Surface         | Vainqueurs                         | Finalistes                          | Score             |                |
| -- | ---------- | -------------------------------------- | -------------- | -------------- | --------------- | ---------------------------------- | ----------------------------------- | ----------------- | -------------- |
| 1  | 10-04-1989 | Banespa Open, Rio de Janeiro           |                | 200 000 $      | Moquette (ext.) | Jorge Lozano Todd Witsken          | Patrick McEnroe Tim Wilkison        | 2-6, 6-4, 6-4     |                |
| 2  | 02-04-1990 | Banespa Open, Rio de Janeiro           | World Series   | 225 000 $      | Moquette (ext.) | Brian Garrow Sven Salumaa          | Nelson Aerts Fernando Roese         | 7-5, 6-3          |                |
| 3  | 28-10-1991 | Kolynos Cup, Búzios                    | World Series   | 147 500 $      | Dur (ext.)      | Sergio Casal Emilio Sánchez        | Javier Frana Leonardo Lavalle       | 4-6, 6-3, 6-4     |                |
| 4  | 02-11-1992 | Kolynos Cup, Búzios                    | World Series   | 155 000 $      | Dur (ext.)      | Maurice Ruah Mario Tabares         | Mark Keil Tom Mercer                | 7-6, 6-7, 6-4     |                |
|    | 1993-2013  | Pas de tournoi                         | Pas de tournoi | Pas de tournoi | Pas de tournoi  | Pas de tournoi                     | Pas de tournoi                      | Pas de tournoi    | Pas de tournoi |
| 5  | 17-02-2014 | Rio Open by Claro hdtv, Rio de Janeiro | ATP 500        | 1 309 770 $    | Terre (ext.)    | Juan Sebastián Cabal Robert Farah  | David Marrero Marcelo Melo          | 6-4, 6-2          | Tableau        |
| 6  | 16-02-2015 | Rio Open by Claro, Rio de Janeiro      | ATP 500        | 1 414 550 $    | Terre (ext.)    | Martin Kližan Philipp Oswald       | Pablo Andújar Oliver Marach         | 7-63, 6-4         | Tableau        |
| 7  | 15-02-2016 | Rio Open by Claro, Rio de Janeiro      | ATP 500        | 1 333 085 $    | Terre (ext.)    | Juan Sebastián Cabal Robert Farah  | Pablo Carreño-Busta David Marrero   | 7-65, 6-1         | Tableau        |
| 8  | 20-02-2017 | Rio Open by Claro, Rio de Janeiro      | ATP 500        | 1 461 560 $    | Terre (ext.)    | Pablo Carreño-Busta Pablo Cuevas   | Juan Sebastián Cabal Robert Farah   | 6-4, 5-7, [10-8]  | Tableau        |
| 9  | 19-02-2018 | Rio Open by Claro, Rio de Janeiro      | ATP 500        | 1 695 825 $    | Terre (ext.)    | David Marrero Fernando Verdasco    | Nikola Mektić Alexander Peya        | 5-7, 7-5, [10-8]  | Tableau        |
| 10 | 18-02-2019 | Rio Open by Claro, Rio de Janeiro      | ATP 500        | 1 786 690 $    | Terre (ext.)    | Máximo González Nicolás Jarry      | Thomaz Bellucci Rogério Dutra Silva | 63-7, 6-3, [10-7] | Tableau        |
| 11 | 17-02-2020 | Rio Open by Claro, Rio de Janeiro      | ATP 500        | 1 759 905 $    | Terre (ext.)    | Marcel Granollers Horacio Zeballos | Salvatore Caruso Federico Gaio      | 6-4, 5-7, [10-7]  | Tableau        |
|    | 2021       | Pas de tournoi                         | Pas de tournoi | Pas de tournoi | Pas de tournoi  | Pas de tournoi                     | Pas de tournoi                      | Pas de tournoi    | Pas de tournoi |
| 12 | 20-02-2022 | Rio Open by Claro, Rio de Janeiro      | ATP 500        | 1 660 290 $    | Terre (ext.)    | Simone Bolelli Fabio Fognini       | Jamie Murray Bruno Soares           | 7-5, 62-7 [10-6]  | Tableau        |
| 13 | 20-02-2023 | Rio Open by Claro, Rio de Janeiro      | ATP 500        | 2 013 940 $    | Terre (ext.)    | Máximo González Andrés Molteni     | Juan Sebastián Cabal Marcelo Melo   | 6-1, 7-63         | Tableau        |
| 14 | 19-02-2024 | Rio Open by Claro, Rio de Janeiro      | ATP 500        | 2 100 230 $    | Terre (ext.)    | Nicolás Barrientos Rafael Matos    | Alexander Erler Lucas Miedler       | 6-4, 6-3          | Tableau        |
| 15 | 17-02-2025 | Rio Open by Claro, Rio de Janeiro      | ATP 500        | 2 396 115 $    | Terre (ext.)    | Rafael Matos Marcelo Melo          | Pedro Martínez Jaume Munar          | 6-2, 7-5          | Tableau        |